# Ernst Fellinger (Politiker)
Ernst Fellinger (* 3. Juni 1909 in Wien; † 29. Jänner 1990) war ein österreichischer Politiker (KPÖ) und von 1945 bis 1946 amtsführender Stadtrat für Ernährungswesen in Wien.

## Leben
Ernst Fellinger rückte am 20. November 1945 für die KPÖ in die Landesregierung Körner I nach, nachdem ihr bisheriger Stadtrat Franz Fritsch zur SPÖ übergetreten war. Fellinger war zuvor seit dem 15. Juni 1945 politischer Sekretär von Fritsch gewesen und schied mit dem Ende der Regierungsperiode am 14. Februar 1946 aus dem Amt. Der KPÖ gehörte Fellinger seit 1934 an.
Fellinger wurde am 9. Februar 1990 am Wiener Zentralfriedhof begraben.